# I Denna Natt Blir Världen Ny - Jul I Betlehem II
Albums de Carola Häggkvist
Från nu till evighet Främling 25 år
I Denna Natt Blir Världen Ny - Jul I Betlehem II est un album de Carola sorti le 14 novembre 2007. Ce disque est la suite du disque Jul i Betlehem sorti en 1999.

## Chansons
- 01. Stilla natt (Joseph Mohr / O Mannström / F Gruber)
- 02. Lyss till änglasångens ord (C Wesley / G Whitefield / M Madan / B G Hallqvist / F Mendelssohn)
- 03. Gläns över sjö och strand (V Rydberg / Chanson folklorique suédoise)
- 04. I denna natt blir världen ny (E Hillestad / Carola Häggkvist / S Almqvist / P Thyrén)
- 05. Her kommer dine arme små (H A Brorson / J A P Schultz)
- 06. När det lider mot jul (J Otterdahl / R Liljefors)
- 07. Vid Betlehem en vinternatt (Chanson de noël anglaise / E Norberg)
- 08. Ett barn är fött på denna dag (M Luther / O Martini / J O Wallin / Chanson folklorique allemande)
- 09. Mariavisa (H O Mørk / A L Sandell Janner / T Aas)
- 10. Jul jul strålande jul (E Evers / G Nordquist)
- 11. Marias vaggsång (S Nyblom / M Reger)
- 12. This Child (A Wilder / Tom Jones)
- 13. Go Tell It On The Mountain (Traditionnel)
- 14. Nu tändas tusen juleljus (E Köhler)

## Classement
Suède n°1
 Norvège n°12